# Guinguette

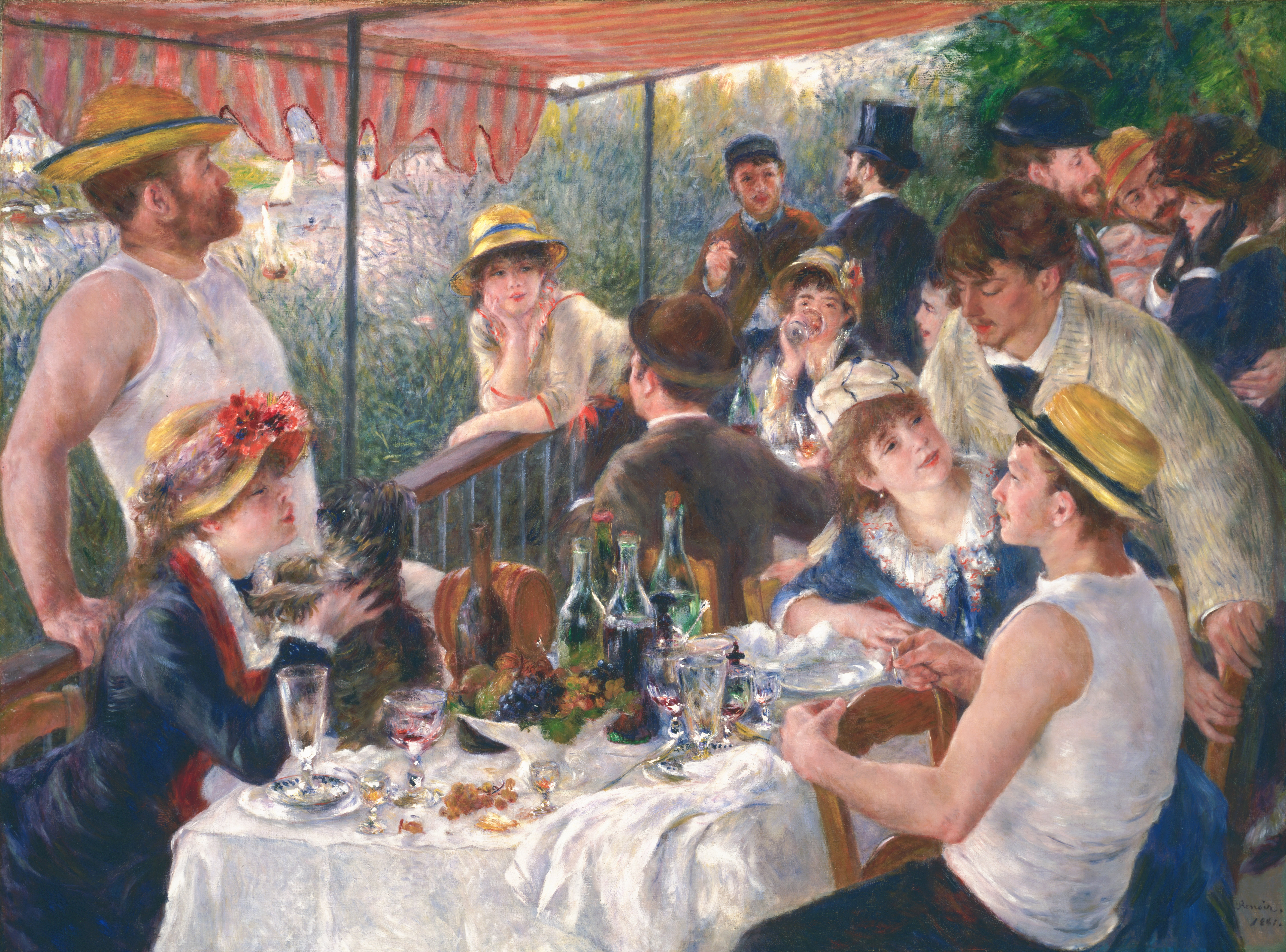
Guinguette-Atmosphäre im Bild Das Frühstück der Ruderer von Pierre-Auguste Renoir

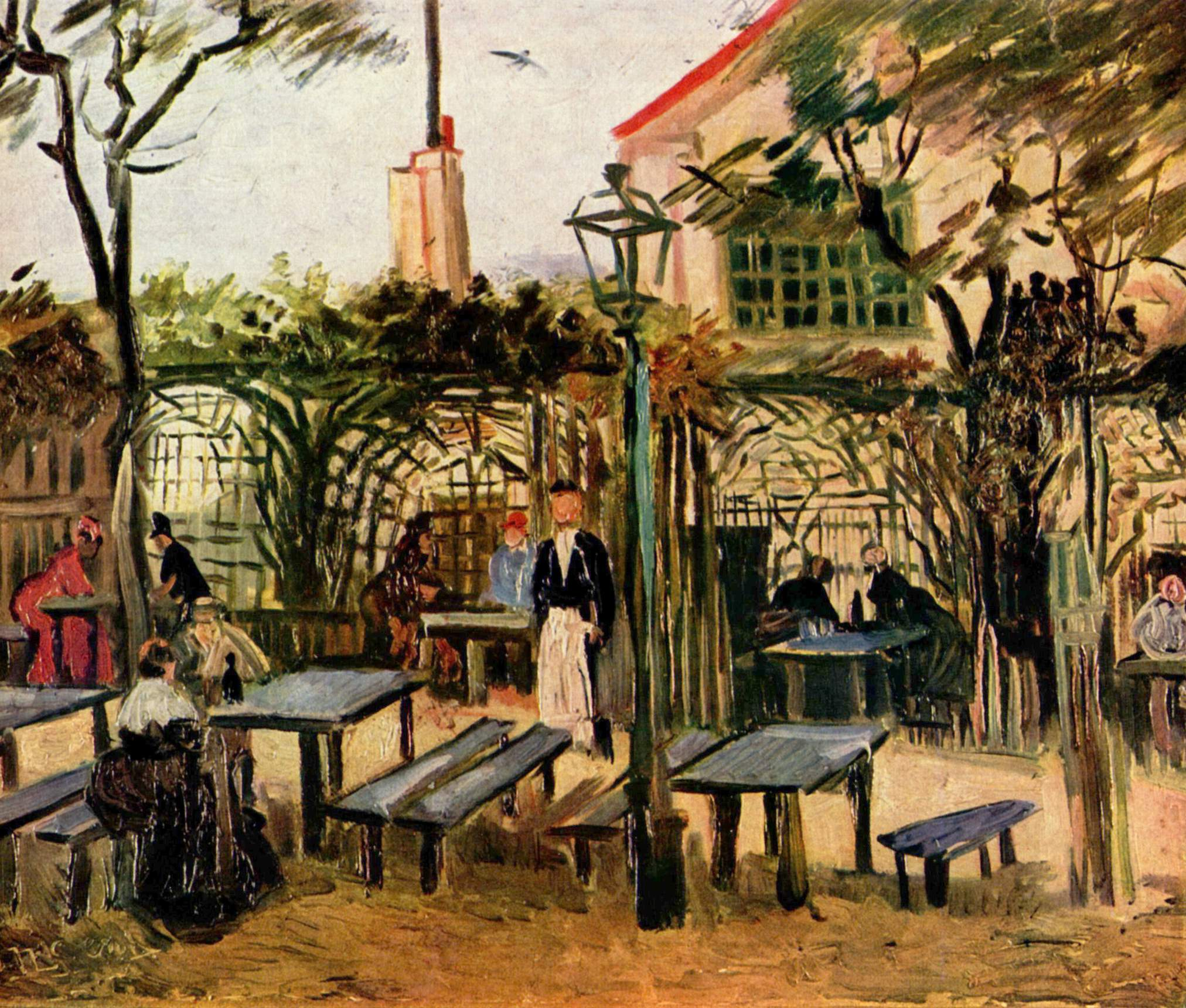
Terrasse eines Cafés am Montmartre (La Guinguette) von Vincent van Gogh.

Guinguettes sind beliebte Tavernen und Lokale, die in den Vororten von Paris und anderen Städten Frankreichs entstanden sind und in denen Franzosen essen und trinken gehen. Zug um Zug verbreiteten sie sich über das ganze Land. Die Tradition hält sich seit fast 100 Jahren und wird neuerdings wiederentdeckt.

## Geschichte
Der Name leitet sich wahrscheinlich von Guinguet ab, einem einfachen, leichten Weißwein von der Île-de-France. Ein ähnlicher Begriff ist Goguette, dieser bezeichnet jedoch einen Gesangsverein.
Im 19. Jahrhundert, vor der Eingemeindung vieler Dörfer und Weiler, waren Handelsgüter, insbesondere Alkohol, außerhalb der Stadtgrenzen billiger als in Paris selbst, da frei von staatlichen Steuern. Dies führte zu einem Boom der Guinguettes vor den Stadttoren, die besonders an Sonn- und Feiertagen überfüllt waren, wenn die Pariser Zerstreuung vom Alltag suchten und sich billig betrinken wollten. Die Entwicklung der Eisenbahn in den 1880ern und der Bau des Bahnhofs Gare de la Bastille mit seinen vielen Zügen aus den östlichen Vororten, wie Nogent-sur-Marne, begünstigte den Erfolg der Guinguettes.
Heute wird der Ausdruck noch für wassernahe Erfrischungsplätze, z. B. Open-Air-Festivals, frankreichweit genutzt.

## Lage
Ein Großteil der Guinguettes sind an den Ufern der Seine oder der Marne zu finden und manche am Stadtrand von Rouen. Ufernähe ist aber keine Voraussetzung, wie die pittoresken Guinguettes von Le Plessis-Robinson zeigen, die unter Kastanienbäumen ihren Geschäften nachgingen.

## Tradition – Untergang und Wiederkehr
Ende des 19. bis in die erste Hälfte des 20. Jahrhunderts waren Guinguettes interessante Orte für Maler wie Renoir und van Gogh. In der Zwischenkriegszeit fand das französische Kino in den Guinguettes ein reizvolles Motiv (siehe Filme). Auch Georges Simenons Roman La Guinguette à deux sous spielt in einer solchen Taverne.
Das Fernsehverhalten und das Schwimmverbot in den Flüssen (fehlende Wasserhygiene und Wasserverschmutzung), in den 1960er-Jahren, läuteten den Niedergang der beliebten Ausflugslokale ein. Zunehmender Schiffsverkehr und die damit einhergehenden Risiken (Unfälle, Ertrinken) taten das Übrige dazu. So gingen die Guinguettes ins nostalgische Erinnern ein, wie der französische Schriftsteller Michel Audiard einmal klagte.
In den 1980ern kam es zu einer Renaissance. Vor allem in den Flussbiegungen der Marne, Créteil, Champigny-sur-Marne, Joinville-le-Pont, Nogent-sur-Marne, Pont-d’Ouilly und Champigny haben, seit 2008, viele Guinguettes wieder regelmäßig an Wochenenden geöffnet.
Selbst die Los Angeles Times registrierte inzwischen Rückkehr und allmählichen Aufstieg dieser Tavernen und berichtete 2011 darüber in einer Kolumne.

## Filme
- Nogent, Eldorado du dimanche – Marcel Carné, 1929
- La Belle Équipe – Julien Duvivier, 1936 mit Jean Gabin
- Casque d’or – Jacques Becker, 1952